# Schaefferia cuneifolia
Schaefferia cuneifolia är en benvedsväxtart som beskrevs av Asa Gray. Schaefferia cuneifolia ingår i släktet Schaefferia och familjen Celastraceae. Inga underarter finns listade.